# Maassluis
Maassluis (dân số: 32.847 người trong năm 2004) là một thị xã ở phía tây Hà Lan, trong tỉnh Zuid-Holland. Đô thị này có diện tích 10,11 km² (trong đó 1,51 km² là diện tích mặt nước).

## Người địa phương nổi tiếng
- Abraham Kuyper (1837 - 1920), thủ tướng, ký giả, nhà thần học
- Cornelis Lievense (1899 - 1949), nhà kinh doanh
- Bas van Toor (sinh năm 1935)
- Maarten 't Hart (sinh năm 1944), nhà sinh vật học
- Chris Woerts (sinh năm 1959), nhà kinh doanh
- Koen Pijpers (sinh năm 1969), cầu thủ hockey
- Serge Zwikker (sinh năm 1973), cầu thủ bóng rổ
- Khalid Boulahrouz (sinh năm 1981), cầu thủ bóng đá

## Image gallery

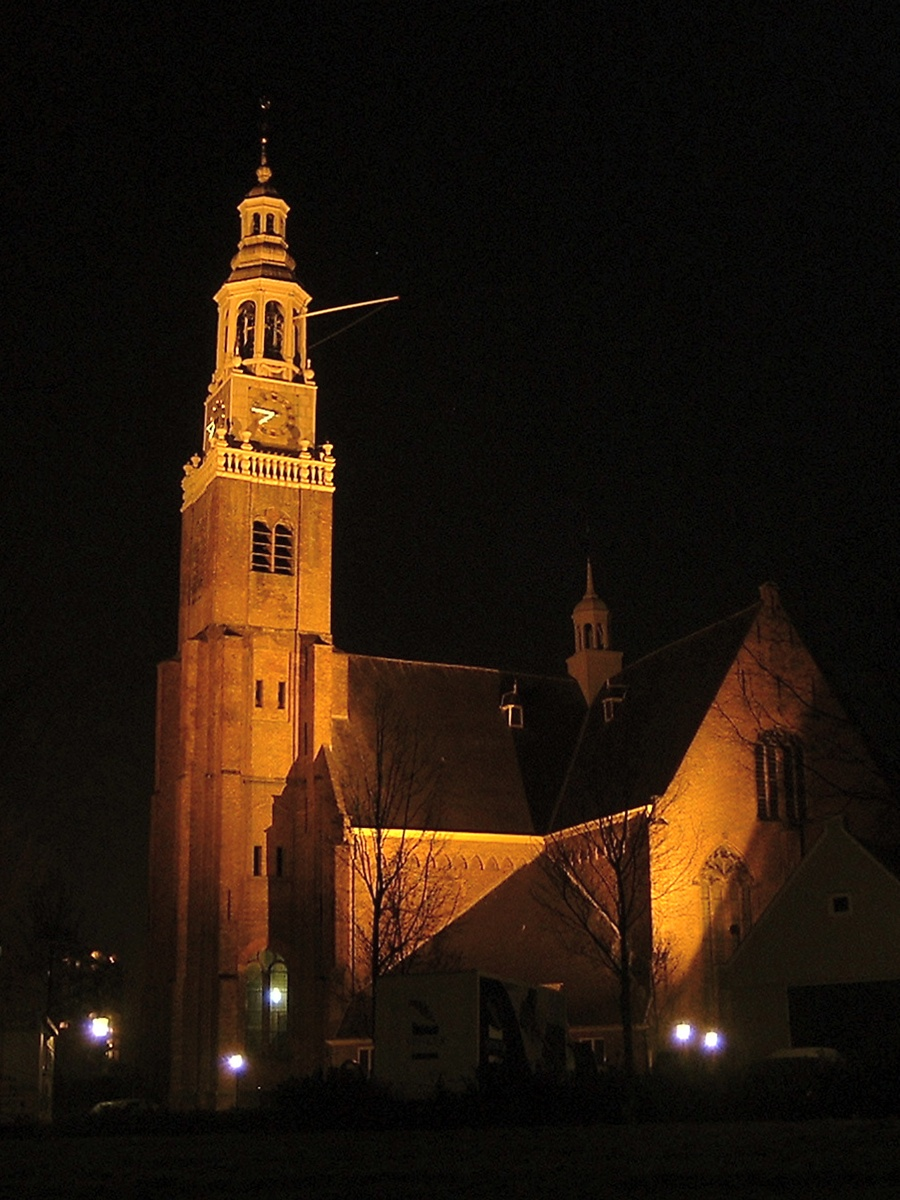
Đại giáo đường Maassluis
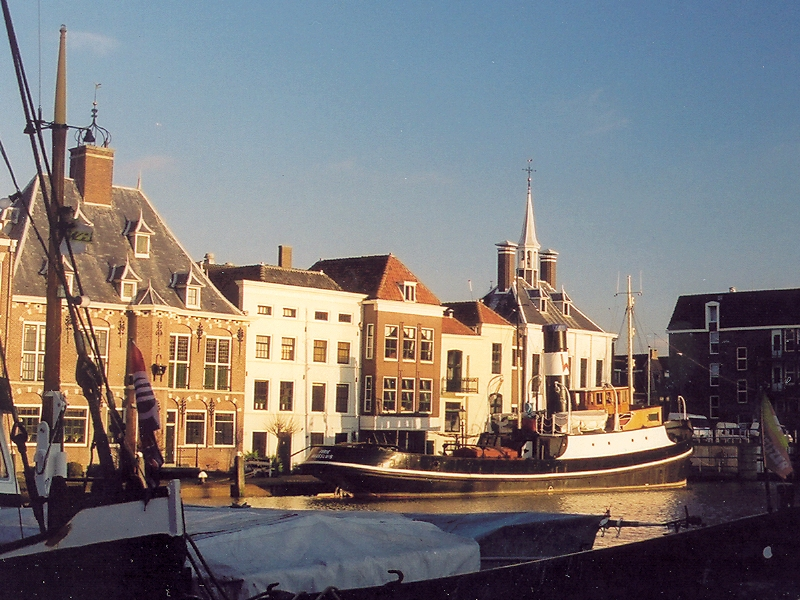
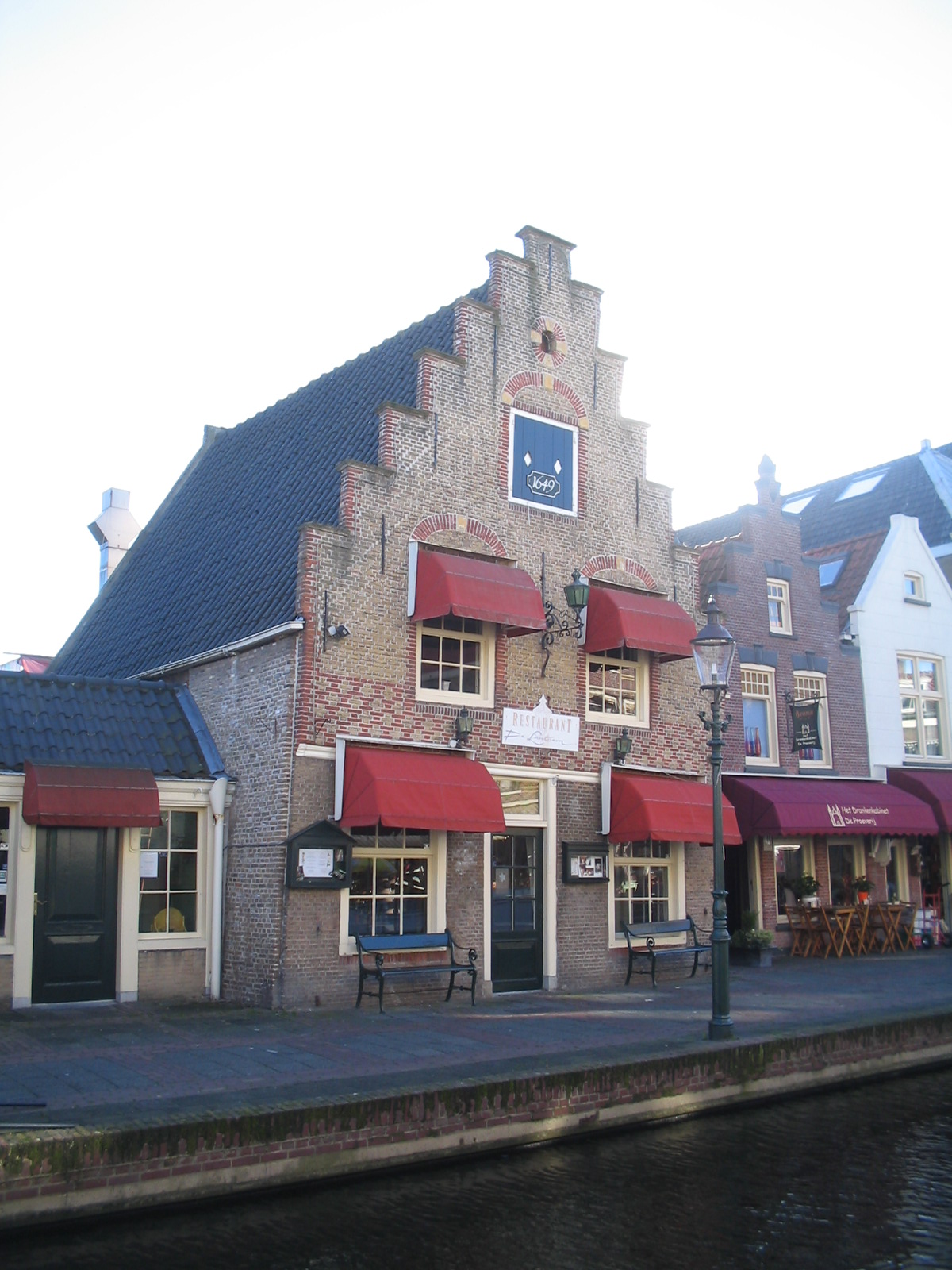
Tòa nhà lịch sử xây năm 1649